# Travolti dal destino
Travolti dal destino (Swept Away) è un film del 2002 scritto e diretto da Guy Ritchie.
Rifacimento del film italiano Travolti da un insolito destino nell'azzurro mare d'agosto del 1974 di Lina Wertmüller, interpretato da Madonna e da Adriano Giannini, figlio di Giancarlo, che interpreta il ruolo che fu del padre nel film originale.

## Trama
Legatissima al tono esclusivo alto borghese, Amber Leighton è una donna cinica, arrogante e viziata, sposata con un ricco industriale farmaceutico, che con altri due amici si imbarca per una crociera di lusso tra Italia e Grecia.
Tutto sembra andare nel verso sbagliato per gli altolocati, poco inclini all'assenza di agi e raffinatezze, tanto che Amber inizia a manifestare la sua insofferenza nei riguardi della servitù, in particolar modo di Giuseppe Cuccurullo, un mite marinaio.
La situazione si capovolge a seguito di un naufragio dei due in un'isola deserta, dove la donna viene asservita al marittimo e si scoprono dei lati del carattere che si celavano dietro il loro ruolo.

## Produzione
Il film è stato prevalentemente girato a Malta e in Sardegna, nel Golfo di Orosei.
In questa versione sono assenti i riferimenti politici e sociali presenti in quella originale, quali la contrapposizione ideologica tra comunisti e anticomunisti e quella tra il Nord e il Sud d'Italia, riducendosi a una storia d'amore fra due persone appartenenti a due classi sociali molto diverse.
La regista Lina Wertmüller ha dichiarato di aver ceduto i diritti del film a Madonna per la sua stima nei suoi confronti considerandolo in seguito uno spiacevole errore, in seguito alle critiche, allo stravolgimento della trama e allo scarso successo di botteghino.

## Distribuzione
La première del film è avvenuta a Los Angeles il 7 ottobre 2002, mentre l'uscita del DVD è avvenuta il 23 maggio 2003.

## Accoglienza
Il film fu un flop al botteghino. Il budget ammontava a 10 milioni di dollari, ma negli USA incassò 600.000 dollari, in Italia € 71.575 e in Spagna € 105.371.
L’incasso totale ammonta ad appena 776.946 dollari 
- Razzie Awards 2002
  - 2002: Vinto - Peggior film
  - 2002: Nomination - Peggiore attore protagonista a Adriano Giannini
  - 2002: Vinto - Peggiore attrice protagonista a Madonna
  - 2002: Vinto - Peggior regista: Guy Ritchie
  - 2002: Nomination - Peggior sceneggiatura a Guy Ritchie
  - 2002: Vinto - Peggior coppia a Madonna e Adriano Giannini
  - 2002: Vinto - Peggior remake o sequel
  - 2004: Nomination - Razzie Awards al peggior film drammatico dei nostri primi 25 anni
  - 2009: Nomination - Razzie Awards al peggior film del decennio